# Maura Healeyová
Maura Tracy Healey (* 8. února 1971 Bethesda, Maryland) je americká politička, právnička a členka Demokratické strany, od ledna 2023 guvernérka Massachusetts.
V mládí studovala na Harvardově univerzitě, poté pracovala jako právnička. V letech 2015 až 2023 působila jako massachusettská generální prokurátorka. Ve volbách v roce 2022 byla zvolena guvernérkou Massachusetts poté, co se ziskem 64 % hlasů porazila kandidáta Republikánské strany Geoffa Diehla. Je vdaná.
Je středolevicovou liberálkou, podporuje právo na potrat, zásadní omezení používání poloautomatických zbraní a je kritičkou Donalda Trumpa.
Její partnerkou je advokátka Joanna Lydgate.